# The What a Cartoon! Show
What a Cartoon! (cunoscut mai târziu ca The What a Cartoon! Show și The Cartoon Cartoon Show) este un serial de antologie de animație american creat de Fred Seibert pentru Cartoon Network. Scurtmetrajele au fost realizate la început de Hanna-Barbera Cartoons și spre final de Cartoon Network Studios, semnalând că unele dintre ele sunt originale ale canalului. Proiectul a fost alcătuit din 48 de desene, cu intenția de a reda puterea creativă la animatori și artiști prin recrearea atmosferelor care au dat naștere la personaje celebre de desene animate din mijlocul secolului al 20-lea. Fiecare dintre scurtmetraje a reflectat structura unui desen teatral, cu fiecare film fiind bazat pe un storyboard original desenat și semnat de artistul sau creatorul său. Trei dintre desene au fost cuplate într-un singur episod de o jumătate de oră.
What a Cartoon! a avut premiera sub titlul World Premiere Toons pe 20 februarie 1995. Premiera a fost difuzar alături de un episod special din serialul Cartoon Network Space Ghost Coast to Coast intitulat "World Premiere Toon-In", care a prezentat interviuri cu animatorii Craig McCracken, Pat Ventura, Van Partible, Eugene Mattos și Genndy Tartakovsky, și de asemenea modelul Dian Parkinson. În timpul difuzării originale ale scurtmetrajelor, serialul a fost redenumit ca The What a Cartoon! Show și mai târziu ca The Cartoon Cartoon Show până ce ultimele scurtmetraje au fost difuzate pe 23 august 2002.
Serialul a fost influențial în readucerea animației televizate în anii 1990 și a servit ca un punct de lansare pentru serialele de animație de pe Cartoon Network Laboratorul lui Dexter, Johnny Bravo, Vaca și puiul, Eu sunt Nevăstuică, Fetițele Powerpuff și Curaj, cățelul cel fricos. Odată ce a avut o mulțime de scurtmetraje, acestea au devenit primele seriale Cartoon Cartoons. Din 2005 până în 2008, The Cartoon Cartoon Show a fost readus ca un bloc de redifuzare a desenelor vechi Cartoon Cartoons care au fost scoase de către canal.

## Episoade
1. Fetițele Powerpuff în "Meat Fuzzy Lumpkins"
2. Laboratorul lui Dexter
3. Yuckie Duck în "Short Orders"
4. Dino în "Stay Out!"
5. Johnny Bravo
6. Sledgehammer O'Possum în "Out and About"
7. George și Junior în "Look Out Below"
8. Hard Luck Duck
9. Shake și Flick în "Raw Deal in Rome"
10. The Adventures of Captain Buzz Cheeply in "A Clean Getaway"
11. O. Ratz with Dave D. Fly în "Rat in a Hot Tin Can"
12. Phish și Chip în "Short Pfuse"
13. The Fat Cats in "Drip Dry Drips"
14. George and Junior's Christmas Spectacular
15. Yoink! of the Yukon
16. Yuckie Duck in "I'm On My Way"
17. Mina and the Count: Interlude with a Vampire
18. Vaca și Puiul în "No Smoking"
19. Boid 'N' Woim
20. Jof in "Help?"
21. Podunk Possum in "One Step Beyond"
22. Fetițele Powerpuff in "Crima 101"
23. Wind-Up Wolf
24. Hillbilly Blue
25. Găina din alt univers
26. Pizza Boy in "No Tip"
27. Gramps
28. Laboratorul lui Dexter în "Sora cea mare"
29. Bloo's Gang in "Bow-Wow Buccaneers"
30. Băiatul junglei în „Domnul maimuțoi”
31. Godfrey and Zeek in "Lost Control"
32. Tumbleweed Tex in "School Daze"
33. Buy One, Get One Free
34. The Kitchen Casanova
35. The Ignoramooses
36. Johnny Bravo și amazoanele
37. Phish and Chip in "Blammo the Clown"
38. Awfully Lucky
39. Strange Things
40. Snoot's New Squat
41. Larry and Steve
42. Sledgehammer O'Possum in "What's Goin' On Back There?!"
43. Zoonatics in "Home Sweet Home"
44. Swamp and Tad in "Mission Imfrogable"
45. Dino in "The Great Egg-Scape"
46. Malcom and Melvin
47. Tales of Worm Paranoia
48. Babe! He... Calls Me